# Centerville (Karolina Południowa)
Centerville – jednostka osadnicza w Stanach Zjednoczonych, w stanie Karolina Południowa, w hrabstwie Anderson.